# Ивичеста сирена
Ивичестите сирени (Pseudobranchus striatus) са вид земноводни от семейство Сиренови (Sirenidae).
Срещат се в югоизточните части на Съединените американски щати.
Таксонът е описан за пръв път от американския естественик Джон Итън Ле Конт през 1824 година.

## Подвидове
- Pseudobranchus striatus lustricolus
- Pseudobranchus striatus spheniscus
- Pseudobranchus striatus striatus